# Seksen
Seksen is het bepalen van het geslacht (sekse) van (jonge) dieren, en wordt ook wel sondering genoemd. Dit kan om verschillende redenen worden gedaan, bijvoorbeeld om mannelijke en vrouwelijke dieren apart te kunnen houden zodat er geen jongen worden voortgebracht. Andersom is ook mogelijk; veel geslachtsgenoten bestrijden elkaar fel waardoor juist een koppeltje gewenst is.
Dieren kunnen worden gesekst door naar primaire en secundaire geslachtskenmerken te kijken. Meestal is bij volwassen dieren een duidelijk verschil te zien tussen mannetje en wijfje. Bij sommige diersoorten zijn de geslachtskenmerken erg subtiel.
Bij egels, ratten en muizen lijken de geslachtsdelen van de beide seksen op elkaar maar bij het mannetje is er tussen de anus en het geslachtsdeel meer ruimte dan bij het vrouwtje. Dit geldt ook voor konijnen. De penis van een ram of rammelaar (mannetjeskonijn) is niet te zien maar komt bij lichte druk op de onderbuik naar buiten.
Als er bij mannetje en vrouwtje aan de buitenkant geen verschil te zien is (zoals bij sommige soorten vogels) kan een kijkoperatie of chromosomenonderzoek plaatsvinden. Bij een kijkoperatie worden door middel van een kleine ingreep de inwendige geslachtsorganen van het dier bekeken. Bij een chromosomenonderzoek wordt een kleine hoeveelheid geschikt weefsel onderzocht. Bij vogels is dat bijvoorbeeld de schacht van een veer.
Bij reptielen en amfibieën wordt een pennetje ingebracht dat bij het vrouwtje meestal minder diep kan worden ingebracht dan bij het mannetje. Dit is echter erg stressverhogend en hoogstwaarschijnlijk ook pijnlijk voor de dieren. Bij sommige schildpadden en vrijwel alle juvenielen is het echter de enige manier om achter het geslacht te komen. Uitzondering zijn de hagedissen en slangen, waarbij alle mannetjes een dubbele penis (hemipenis) hebben, waardoor het geslacht vaak makkelijker te bepalen is.
De geslachtsbepaling bij eendenkuikens heet in Noord-Holland pruppen of purpen.